# Liste des comédiens de la série Grand Theft Auto

Grand Theft Auto (GTA) est une série de jeux vidéo développée par Rockstar North (anciennement DMA Design) et publié par Rockstar Games. La liste suivante expose tous les comédiens respectifs des personnages spécifiques exposés dans les jeux Grand Theft Auto III (GTA III), Grand Theft Auto: Vice City (GTA:VC), Grand Theft Auto: San Andreas (GTA:SA), Grand Theft Auto: Liberty City Stories (GTA:LCS), Grand Theft Auto: Vice City Stories (GTA:VCS) et Grand Theft Auto IV (GTA IV). Cette liste n'implique pas les personnages secondaires comme les piétons, les gangsters, les voix des émissions de radio et autres voix commerciales.
Les deux premiers jeux de la série intitulés Grand Theft Auto et Grand Theft Auto 2 n'ont crédité aucun comédien,. Le premier jeu a crédité les comédiens est GTA III qui, malgré un budget limité ainsi que sa faible popularité à cette époque ont exposé de nombreux acteurs ayant tourné dans des séries télévisées ou des films. Ces acteurs incluent Frank Vincent, Michael Madsen et Kyle MacLachlan. À cette époque, il était rare pour un jeu vidéo d'utiliser les performances de célèbres acteurs, et GTA III est considéré comme le premier jeu à avoir eu l'idée. Le jeu suivant, GTA: Vice City, expose de nouveaux acteurs tels que Ray Liotta dans la peau du personnage principal. Bien que le titre suivant, GTA: San Andreas, exposent de nombreuses voix d'acteurs — tels que Samuel L. Jackson, Peter Fonda et James Woods — il a été décidé que ces voix seraient peu utilisées, en particulier pour les voix des personnages principaux. Par conséquent, de nombreux rôles ont été donnés dans GTA: San Andreas à des comédiens ou rappeurs à la notoriété moins importante.
Depuis GTA: Liberty City Stories jusqu'à GTA IV, les personnages principaux sont interprétés par de simples comédiens, mais les DJ de stations de radio exposées dans chaque jeu sont joués par de véritables célébrités. Certaines célébrités interprètent leur propre personnage dans la série comme Lazlow Jones, Phil Collins, Ricky Gervais et Katt Williams.

## Comédiens

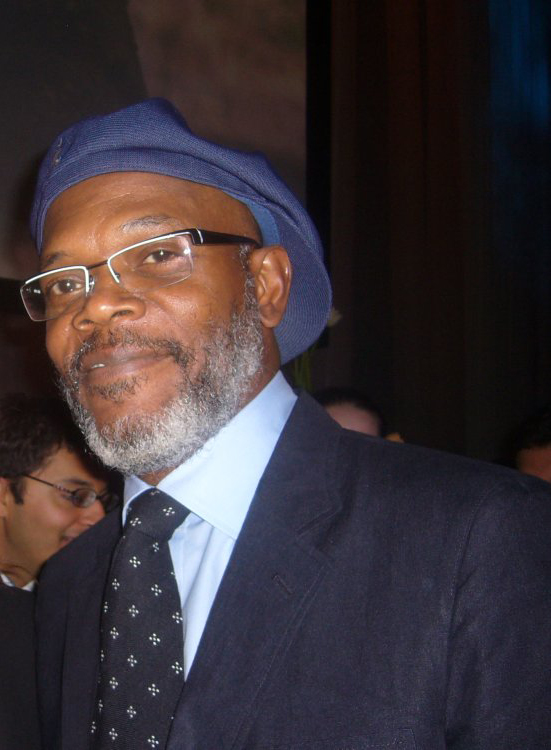
Samuel L. Jackson interprète l'agent Frank Tenpenny, le principal antagoniste de GTA: San Andreas

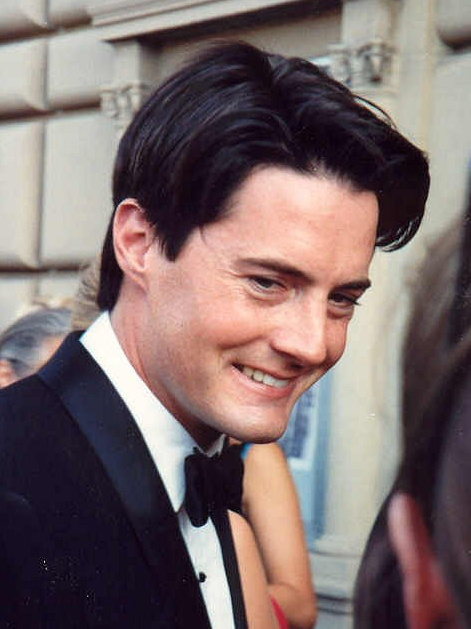
Kyle MacLachlan interprète Donald Love dans GTA III

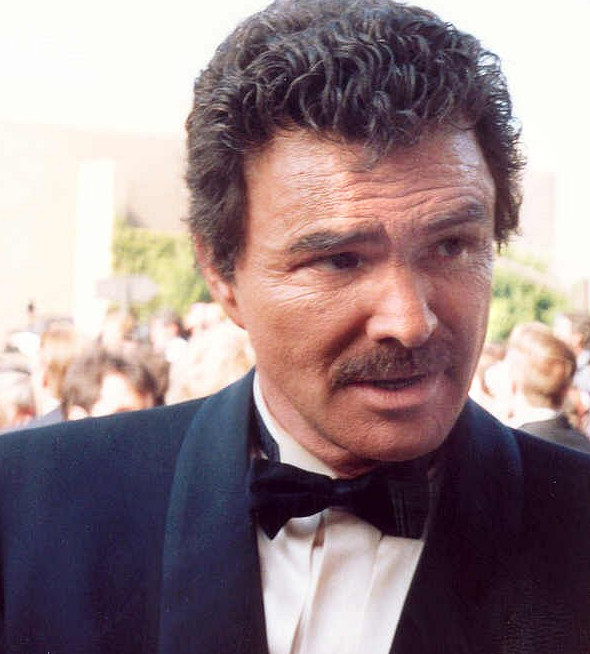
Burt Reynolds interprète officiel d'Avery Carrington dans GTA: Vice City

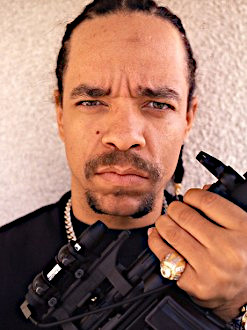
Ice-T est l'un des grands artistes du domaine musical à donner sa voix dans les séries GTA; il interprète le rappeur Madd Dogg dans GTA: San Andreas

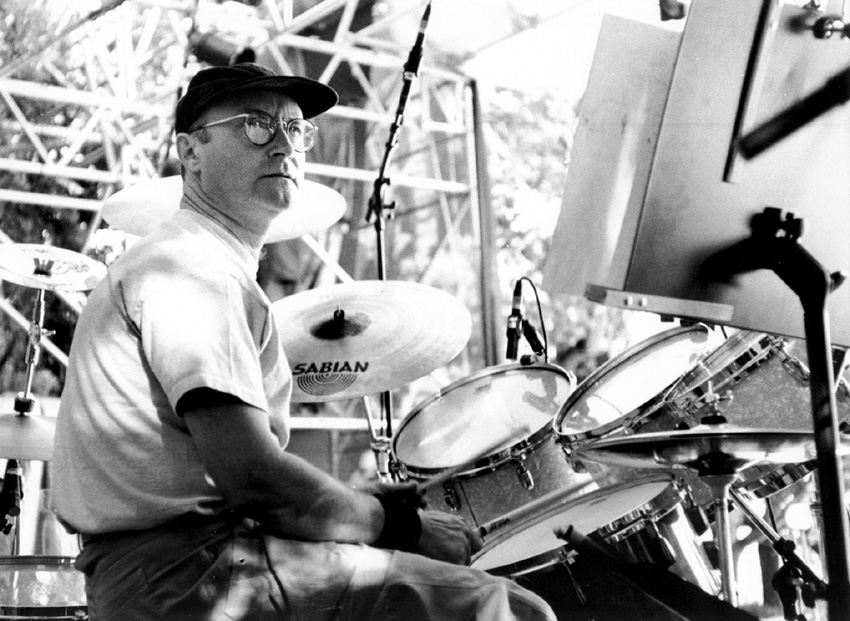
Phil Collins devient la première célébrité à apparaître dans la série des Grand Theft Auto, lorsqu'il interprète son propre personnage dans GTA: Vice City Stories

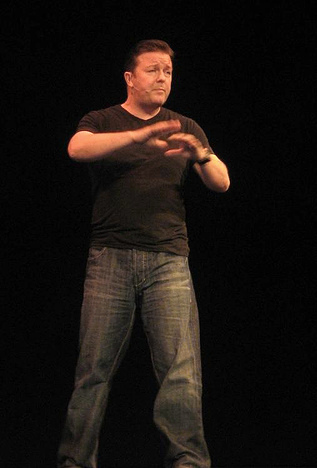
Ricky Gervais interprète son propre personnage dans GTA IV en train de tourner un spectacle comique.

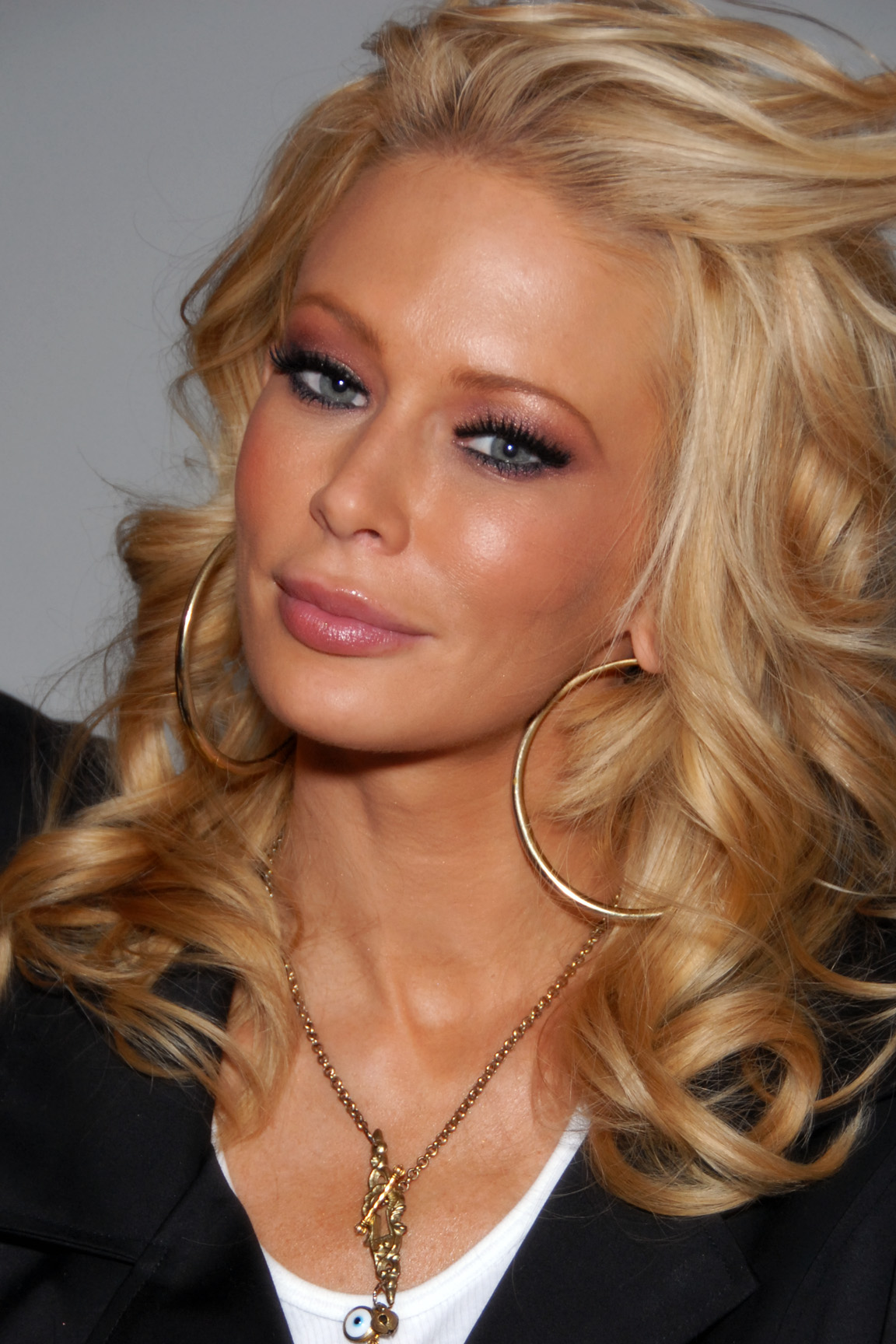
Jenna Jameson est récompensée d'un G-Phoria pour son interprétation de Candy Suxx dans GTA: Vice City

- Personnages cités dans la distribution principal
- Personnages cités dans les crédits de séries télévisées ou de radio
- Personnages principaux cités dans les crédits de séries télévisées ou de radio
- Non crédité

| Acteur                                                                             | Personnage                                                                                 |   | Jeu     |
| ---------------------------------------------------------------------------------- | ------------------------------------------------------------------------------------------ | - | ------- |
| Timothy Adams                                                                      | Brucie Kibbutz                                                                             | M | GTA IV  |
| Peter Adler                                                                        | Yuppie                                                                                     | M | GTA IV  |
| Hajaz Akram                                                                        | Panjit Gavaskar                                                                            | R | GTA:LCS |
| Ashley Albert                                                                      | Melissa Chowder                                                                            | R | GTA:LCS |
| Timothy J. Alex                                                                    | Bernie Crane                                                                               | M | GTA IV  |
| Brooke Alexander                                                                   | TV Reporter                                                                                | M | GTA:LCS |
| Julie Alexandria                                                                   | Announcer ("I'm Rich")                                                                     | R | GTA IV  |
| Rachel Allen                                                                       | Shelia Stafford                                                                            | R | GTA IV  |
| Paul Ames                                                                          | Peyton Phillips                                                                            | R | GTA:SA  |
| Jonathan Anderson                                                                  | Jeffery "O.G. Loc" Cross Billed as "OG Loc" in GTA:SA manual radio credits.                | B | GTA:SA  |
| Andre                                                                              | Andre the Accelerator                                                                      | R | GTA III |
| Sharon Angela                                                                      | Angie Pegorino                                                                             | M | GTA IV  |
| Peter Appel                                                                        | Derrick Thackery                                                                           | R | GTA:SA  |
| Peter Appel                                                                        | Ray Machowski                                                                              | M | GTA:LCS |
| Pascale Armand                                                                     | Natalee Walsh Davis                                                                        | R | GTA:LCS |
| Pascale Armand                                                                     | Ms Allan                                                                                   | R | GTA IV  |
| Fred Armisen                                                                       | Pervert                                                                                    | R | GTA IV  |
| Fred Armisen                                                                       | Hotdog vendor                                                                              | R | GTA IV  |
| Fred Armisen                                                                       | Internet nerd                                                                              | R | GTA IV  |
| Stretch Armstrong                                                                  | lui-même                                                                                   | R | GTA III |
| Madison Arnold                                                                     | Jon Gravelli                                                                               | M | GTA IV  |
| Zan Aron                                                                           | Teri                                                                                       | R | GTA:VCS |
| Linda Ashe                                                                         | Janet Vance                                                                                | M | GTA:VCS |
| Vanessa Aspilaga                                                                   | Michelle Cannes                                                                            | M | GTA:SA  |
| Roy Ayers                                                                          | lui-même                                                                                   | R | GTA IV  |
| Dave Bachman                                                                       | Luther Austin                                                                              | R | GTA IV  |
| Vitali Baganov                                                                     | Ray Bulgarin                                                                               | M | GTA IV  |
| Joan Baker (en)                                                                    | Alison Maybury                                                                             | R | GTA IV  |
| Fairuza Balk                                                                       | Mercedes Cortez                                                                            | M | GTA:VC  |
| Joe Barbara                                                                        | Ray Boccino                                                                                | M | GTA IV  |
| John Beach                                                                         | Weathercaster                                                                              | R | GTA IV  |
| Doris Belack                                                                       | Mrs. McReary                                                                               | M | GTA IV  |
| Chris Bellard aussi connu sous le nom de Young Maylay                              | Carl Johnson                                                                               | M | GTA:SA  |
| Rebecca Benhayon                                                                   | Gracie Ancelotti                                                                           | M | GTA IV  |
| Anouchka Benson                                                                    | Trish Camden                                                                               | R | GTA:VCS |
| Jeff Berlin                                                                        | Trailer V.O.                                                                               | R | GTA:SA  |
| Robert Blumenfeld                                                                  | Sergio Boccino                                                                             | R | GTA:LCS |
| Big Boy                                                                            | Barry "Big Bear" Thorne                                                                    | M | GTA:SA  |
| Mary Birdsong                                                                      | Michelle Carapadis                                                                         | R | GTA:VC  |
| Mary Birdsong                                                                      | Jenny Louise Crab                                                                          | R | GTA:VC  |
| Michael Bivins                                                                     | Philip "PM" Michaels                                                                       | R | GTA:SA  |
| Frank Bonsangue                                                                    | Phil Bell                                                                                  | M | GTA IV  |
| Jeff Bottoms                                                                       | Jim Harrison                                                                               | R | GTA IV  |
| Jeff Bottoms                                                                       | Troy Burger                                                                                | R | GTA IV  |
| Michael Bower                                                                      | Eugene Reaper                                                                              | M | GTA IV  |
| Peter Bradbury                                                                     | Ned Burner                                                                                 | M | GTA:LCS |
| John Braden                                                                        | Mayor O'Donovan                                                                            | M | GTA:LCS |
| Carl Bradshaw                                                                      | lui-même                                                                                   | R | GTA IV  |
| John Brady                                                                         | City Official in Bar                                                                       | M | GTA IV  |
| Riette Burdick                                                                     | Mary-Beth Maybell                                                                          | R | GTA:SA  |
| Jim Burke                                                                          | Marty Williams                                                                             | M | GTA:VCS |
| Danny Burstein                                                                     | Darius Fontaine                                                                            | R | GTA:SA  |
| Gary Busey                                                                         | Phil Cassidy                                                                               | M | GTA:VC  |
| Gary Busey                                                                         | Phil Cassidy                                                                               | M | GTA:VCS |
| Laura Bykowski                                                                     | Jenna Forbes                                                                               | R | GTA:SA  |
| Tony Call                                                                          | Gordon Peterson                                                                            | R | GTA IV  |
| Luke Campbell                                                                      | lui-même                                                                                   | R | GTA:VCS |
| Jamie Canfield                                                                     | Adam First                                                                                 | R | GTA:VC  |
| Jamie Canfield                                                                     | Adam First                                                                                 | R | GTA:VCS |
| Jay Capozello                                                                      | Jeff the Cop                                                                               | M | GTA IV  |
| Maria Chambers                                                                     | Toni                                                                                       | R | GTA III |
| Maria Chambers                                                                     | Toni                                                                                       | R | GTA:VC  |
| Maria Chambers                                                                     | Toni                                                                                       | R | GTA:VCS |
| Richard Chang                                                                      | Su Xi Mu                                                                                   | M | GTA:SA  |
| Harry Chase                                                                        | Jeff the Cuckold                                                                           | M | GTA IV  |
| Frank Chavez                                                                       | Fernando                                                                                   | R | GTA:VC  |
| Frank Chavez                                                                       | Fernando                                                                                   | R | GTA:SA  |
| Frank Chavez                                                                       | Fernando                                                                                   | R | GTA:VCS |
| Tony Chilrodes                                                                     | Pepe                                                                                       | R | GTA:VC  |
| China Chow                                                                         | Katie Zhan                                                                                 | M | GTA:SA  |
| Robert Cihra                                                                       | Mike the Goon                                                                              | M | GTA:VC  |
| Robert Cihra                                                                       | Porn Guy                                                                                   | M | GTA:VC  |
| Jerry Clicquot                                                                     | Clarence Little                                                                            | M | GTA IV  |
| George Clinton                                                                     | The Funktipus                                                                              | R | GTA:SA  |
| DJ Clue                                                                            | lui-même                                                                                   | R | GTA:LCS |
| Codebreaker                                                                        | lui-même                                                                                   | R | GTA III |
| Codebreaker                                                                        | lui-même                                                                                   | R | GTA:LCS |
| Jen Cohn                                                                           | Trixie Lane                                                                                | R | GTA:VCS |
| Jen Cohn                                                                           | Mademoiselle                                                                               | R | GTA:VCS |
| Jen Cohn                                                                           | Molly Maimstein                                                                            | R | GTA:VCS |
| Clifton Collins Jr.                                                                | Cesar Vialpando                                                                            | M | GTA:SA  |
| Phil Collins                                                                       | lui-même                                                                                   | M | GTA:VCS |
| Berto Colon                                                                        | Manny Escuela                                                                              | M | GTA IV  |
| David Conley                                                                       | Gordon Sargent                                                                             | M | GTA IV  |
| Omar Conosa                                                                        | Cuban 2                                                                                    | M | GTA:VCS |
| Jarlath Conroy                                                                     | Aiden O'Malley                                                                             | M | GTA IV  |
| Jim Conroy                                                                         | Butch                                                                                      | R | GTA IV  |
| Jim Conroy                                                                         | Alien                                                                                      | R | GTA IV  |
| Colleen Corbett                                                                    | Mandy                                                                                      | R | GTA:VC  |
| Gerry Cosgrove                                                                     | Morgan Merryweather                                                                        | R | GTA III |
| Couzin Ed                                                                          | lui-même                                                                                   | R | GTA:VCS |
| David Cross                                                                        | Zero                                                                                       | M | GTA:SA  |
| Tony Cucci                                                                         | Maître d'                                                                                  | M | GTA IV  |
| Anthony Cumia                                                                      | Announcer ("The Time Ranger")                                                              | R | GTA:VCS |
| Chuck D                                                                            | Forth Right MC                                                                             | R | GTA:SA  |
| Daddy Yankee                                                                       | lui-même                                                                                   | R | GTA IV  |
| Robert Davi                                                                        | Colonel Juan Cortez                                                                        | M | GTA:VC  |
| Jeff David                                                                         | Weazel Network voice                                                                       | R | GTA IV  |
| David Deblinger                                                                    | Martin Graves                                                                              | R | GTA:VCS |
| Reyna de Courcy                                                                    | Marnie Allen                                                                               | M | GTA IV  |
| George DiCenzo                                                                     | Old Man Kelly                                                                              | M | GTA:VC  |
| Andy Dick                                                                          | Maurice                                                                                    | R | GTA:SA  |
| Disco                                                                              | Lamon                                                                                      | R | GTA IV  |
| Mario D'Leon                                                                       | Luis Fernando Lopez                                                                        | M | GTA IV  |
| Mary Catherine Donnelly                                                            | Kate McReary                                                                               | M | GTA IV  |
| Carl Dowling                                                                       | Mr. Zoo                                                                                    | R | GTA:VC  |
| Lowell "Sly" Dunbar                                                                | Marshall Peters                                                                            | R | GTA:SA  |
| Danny Dyer                                                                         | Kent Paul                                                                                  | M | GTA:VC  |
| Danny Dyer                                                                         | Kent Paul                                                                                  | M | GTA:SA  |
| Julius Dyson                                                                       | Oliver "Ladykiller" Biscuit                                                                | R | GTA:VC  |
| MC Eiht                                                                            | Lance "Ryder" Wilson                                                                       | M | GTA:SA  |
| Al Espinosa                                                                        | Miguel                                                                                     | M | GTA III |
| Charles Everett                                                                    | Mr. Davis                                                                                  | R | GTA IV  |
| Jim Fagan                                                                          | Announcer ("Just or Unjust")                                                               | R | GTA IV  |
| Ducchio Faggella                                                                   | Massimo Torini                                                                             | M | GTA:LCS |
| Cynthia Farrell                                                                    | Catalina                                                                                   | M | GTA III |
| Cynthia Farrell                                                                    | Catalina                                                                                   | M | GTA:SA  |
| Frank Fava                                                                         | Thor                                                                                       | R | GTA:VC  |
| George Feaster                                                                     | Derrick McReary                                                                            | M | GTA IV  |
| James Ferrante                                                                     | Young Richard                                                                              | R | GTA:VCS |
| Bill Fichtner                                                                      | Ken Rosenberg                                                                              | M | GTA:VC  |
| Bill Fichtner                                                                      | Ken Rosenberg                                                                              | M | GTA:SA  |
| Marc Fine                                                                          | Mickey the Bartender                                                                       | M | GTA IV  |
| Bill Fiore                                                                         | Darkel Removed from game.                                                                  | M | GTA III |
| Nicholas Flair                                                                     | Catch                                                                                      | R | GTA IV  |
| Larry Fleishman                                                                    | Mel                                                                                        | M | GTA IV  |
| Jim Florentine                                                                     | Bobby Ray                                                                                  | R | GTA:VCS |
| Lloyd Floyd                                                                        | DJ Hans Oberlander                                                                         | R | GTA:SA  |
| Lloyd Floyd                                                                        | Larry Joe                                                                                  | R | GTA:VCS |
| Lloyd Floyd                                                                        | Moorehead                                                                                  | R | GTA:VCS |
| Lloyd Floyd                                                                        | Pablo                                                                                      | R | GTA:VCS |
| Lloyd Floyd                                                                        | Dick                                                                                       | R | GTA IV  |
| Pat Floyd                                                                          | Tina Jane                                                                                  | U | GTA:VCS |
| Peter Fonda                                                                        | The Truth                                                                                  | M | GTA:SA  |
| Russell Foreman                                                                    | Percy                                                                                      | M | GTA:VC  |
| Alison Fraser                                                                      | Gertrude Leneau                                                                            | R | GTA IV  |
| Bobby Funaro                                                                       | Anthony Corrado                                                                            | M | GTA IV  |
| Julio G                                                                            | lui-même                                                                                   | R | GTA:SA  |
| Fiona Gallagher                                                                    | Maria Latore                                                                               | M | GTA:LCS |
| The Game                                                                           | Mark "B-Dup" Wayne                                                                         | M | GTA:SA  |
| Chris Gannon                                                                       | Brandon Roberts                                                                            | R | GTA IV  |
| LJ Gansen                                                                          | John F. Hickory                                                                            | R | GTA:VC  |
| Ja'Tovia Gary                                                                      | Cherise Glover                                                                             | M | GTA IV  |
| Jane Gennaro                                                                       | Maude the Ice Cream Lady                                                                   | M | GTA:VC  |
| Ricky Gervais                                                                      | lui-même                                                                                   | R | GTA IV  |
| Marlon Geshlider                                                                   | Christopher Tibbits                                                                        | R | GTA IV  |
| Jimmy Gestapo                                                                      | lui-même                                                                                   | R | GTA IV  |
| Traci Godfrey                                                                      | Ashley Butler                                                                              | M | GTA IV  |
| Lev Gorn                                                                           | Ivan Bytchkov                                                                              | M | GTA IV  |
| Danielle Lee Greaves                                                               | Barbara Schternvart                                                                        | M | GTA:SA  |
| David Green                                                                        | Pastor Richards                                                                            | R | GTA:VC  |
| The Evil Genius DJ Green Lantern                                                   | lui-même                                                                                   | R | GTA IV  |
| Kate Greer                                                                         | Mom                                                                                        | R | GTA:VCS |
| Kelly Guest                                                                        | Michelle Montanius                                                                         | R | GTA:VC  |
| Kelly Guest                                                                        | Michelle Montanius                                                                         | R | GTA:VCS |
| Matt Gumley                                                                        | Zachary Tyler                                                                              | R | GTA IV  |
| Les Gunn                                                                           | Announcer ("I'm Rich")                                                                     | R | GTA IV  |
| Kim Gurney                                                                         | Misty                                                                                      | M | GTA III |
| Guru                                                                               | 8-Ball                                                                                     | M | GTA III |
| Guru                                                                               | 8-Ball                                                                                     | M | GTA:LCS |
| Luis Guzmán                                                                        | Ricardo Diaz                                                                               | M | GTA:VC  |
| Luis Guzmán                                                                        | Ricardo Diaz                                                                               | M | GTA:VCS |
| Bill Hader                                                                         | Wilson Taylor Sr.                                                                          | R | GTA IV  |
| Jonathan Hanst                                                                     | Hank                                                                                       | M | GTA:VCS |
| Jonathan Hanst                                                                     | Tom Goldberg                                                                               | M | GTA IV  |
| Vaughn Harper                                                                      | lui-même                                                                                   | R | GTA IV  |
| Ricky Harris                                                                       | Johnny "the Love Giant" Parkinson                                                          | R |         |
| Youree Cleomili Harris                                                             | Auntie Poulet                                                                              | M | GTA:VC  |
| Deborah Harry                                                                      | Taxi Controller                                                                            | M | GTA:VC  |
| Roy Haynes                                                                         | lui-même                                                                                   | R | GTA IV  |
| Rebecca Henderson                                                                  | Michelle/Karen                                                                             | M | GTA IV  |
| Angus Hepburn                                                                      | Announcer ("A History of Liberty")                                                         | R | GTA IV  |
| Martin Herring                                                                     | Dave the Mate                                                                              | M | GTA IV  |
| Scott Hill                                                                         | Johnny Klebitz                                                                             | M | GTA IV  |
| Jackie Hoffman                                                                     | Mary Phillips                                                                              | R | GTA:SA  |
| Michael Hollick                                                                    | Niko Bellic                                                                                | M | GTA IV  |
| Dennis Hopper                                                                      | Steve Scott                                                                                | M | GTA:VC  |
| JR Horne                                                                           | Announcer ("Moorehead Rides Again")                                                        | R | GTA:VCS |
| Walter Houser                                                                      | Busker                                                                                     | R | GTA IV  |
| Kim Howard                                                                         | Kiki Jenkins                                                                               | M | GTA IV  |
| Elena Harvey Hurst                                                                 | Mallorie Bardas Billed as "Mallorie Ramos" in Xbox 360 GTA IV manual.                      | M | GTA IV  |
| Ice-T                                                                              | Madd Dogg                                                                                  | M | GTA:SA  |
| Samuel L. Jackson                                                                  | Officer Frank Tenpenny                                                                     | M | GTA:SA  |
| Krystyna Jakubiak                                                                  | Anna Faustin                                                                               | M | GTA IV  |
| Joel James                                                                         | Giovanni Casa                                                                              | M | GTA:LCS |
| Milton James                                                                       | United Liberty Paper                                                                       | M | GTA IV  |
| Sondra James                                                                       | Ma Cipriani Billed as "Momma" in GTA III manual.                                           | M | GTA III |
| Sondra James                                                                       | Ma Cipriani Billed as "Momma" in GTA III manual.                                           | M | GTA:LCS |
| Jenna Jameson                                                                      | Candy Suxxx                                                                                | M | GTA:VC  |
| Will Janowitz                                                                      | Donald Love                                                                                | M | GTA:LCS |
| Michael Jaye                                                                       | Eric House                                                                                 | R | GTA IV  |
| Eugene Jeter Jr.                                                                   | Emmet                                                                                      | M | GTA:SA  |
| Christopher Jobin                                                                  | Mitch the cop                                                                              | M | GTA IV  |
| Greg Johnson                                                                       | Jorge                                                                                      | M | GTA IV  |
| Gregory Johnson                                                                    | Diaz Assistant                                                                             | M | GTA:VCS |
| Gregory Johnson                                                                    | Javier                                                                                     | M | GTA:VCS |
| Gregory Johnson                                                                    | Tony McTony                                                                                | R | GTA IV  |
| Ryan Johnston                                                                      | Packie McReary                                                                             | M | GTA IV  |
| François K                                                                         | lui-même                                                                                   | R | GTA IV  |
| Ilyana Kadushin                                                                    | Beatrix Fontaine                                                                           | R | GTA IV  |
| Robert Kelly                                                                       | Luca Silvestri                                                                             | M | GTA IV  |
| Navid Khonsari                                                                     | Dwayne Billed as "Dwaine" in GTA:SA manual.                                                | M | GTA:VC  |
| Navid Khonsari                                                                     | Dwayne Billed as "Dwaine" in GTA:SA manual.                                                | M | GTA:SA  |
| Kid Frost                                                                          | T-Bone Mendez                                                                              | M | GTA:SA  |
| Bobby Konders                                                                      | lui-même                                                                                   | R | GTA IV  |
| Konstantinos.com                                                                   | Konstantinos Smith                                                                         | R | GTA:VC  |
| Gregory Korostishevsky                                                             | Bledar Morina                                                                              | M | GTA IV  |
| Garth Kravits                                                                      | Frankie                                                                                    | M | GTA:VCS |
| Jacek Krawczyk                                                                     | Killer                                                                                     | M | GTA IV  |
| Sean Krishnan                                                                      | Hossan Ramzy                                                                               | M | GTA IV  |
| Femi Kuti                                                                          | lui-même                                                                                   | R | GTA IV  |
| Misha Kuznetsov                                                                    | Vlad Glebov                                                                                | M | GTA IV  |
| Karl Lagerfeld                                                                     | lui-même                                                                                   | R | GTA IV  |
| Oni Faida Lampley                                                                  | Callista Brown                                                                             | R | GTA IV  |
| Lazlow                                                                             | lui-même                                                                                   | R | GTA III |
| Lazlow                                                                             | lui-même                                                                                   | R | GTA:VC  |
| Lazlow                                                                             | lui-même                                                                                   | R | GTA:SA  |
| Lazlow                                                                             | lui-même                                                                                   | R | GTA:LCS |
| Lazlow                                                                             | lui-même                                                                                   | R | GTA:VCS |
| Lazlow                                                                             | lui-même                                                                                   | U | GTA IV  |
| Juliette Lewis                                                                     | propre rôle                                                                                | R | GTA IV  |
| Peter Linari                                                                       | Dardan Petrela                                                                             | M | GTA IV  |
| Ray Liotta                                                                         | Tommy Vercetti                                                                             | M | GTA:VC  |
| Lynn Lipton                                                                        | Gethsemanee                                                                                | R | GTA:VC  |
| Bill Lobely                                                                        | Ernest Keigel/Time Ranger                                                                  | R | GTA:VCS |
| Bill Lobely                                                                        | The Commander                                                                              | R | GTA IV  |
| Bill Lobely                                                                        | Alien                                                                                      | R | GTA IV  |
| Robert Loggia                                                                      | Ray Machowski                                                                              | M | GTA III |
| Lord Sear                                                                          | lui-même                                                                                   | R | GTA III |
| Joe Lotruglio                                                                      | Vincenzo Cilli                                                                             | M | GTA:LCS |
| Faizon Love                                                                        | Sean "Sweet" Johnson                                                                       | M | GTA:SA  |
| Chris Lucas                                                                        | Congressman Alex Shrub Billed as "Rep. Alex Shrub" in GTA:VC manual radio station credits. | B | GTA:VC  |
| Sean Lynch                                                                         | Announcer ("Intelligent Agenda")                                                           | R | GTA IV  |
| Thomas Lyons                                                                       | Francis McReary                                                                            | M | GTA IV  |
| Kyle MacLachlan                                                                    | Donald Love                                                                                | M | GTA III |
| Michael Madsen                                                                     | Toni Cipriani                                                                              | M | GTA III |
| Marcy Maguigan                                                                     | Ileyna Faustin                                                                             | M | GTA IV  |
| Lee Majors                                                                         | Mitch Baker                                                                                | M | GTA:VC  |
| Moti Margolin                                                                      | Dimitri Rascalov                                                                           | M | GTA IV  |
| Gregg Martin                                                                       | Crow                                                                                       | R | GTA:LCS |
| Peter Marx                                                                         | Billy Dexter                                                                               | R | GTA:SA  |
| Danny Mastrogiorgio                                                                | Toni Cipriani                                                                              | M | GTA:LCS |
| Les Mau                                                                            | Kenji                                                                                      | M | GTA III |
| John Mauceri                                                                       | Claude Maginot                                                                             | R | GTA:VC  |
| Debi Mazar                                                                         | Maria La Torra Billed as "Maria" in GTA III manual.                                        | M | GTA III |
| Debi Mazar                                                                         | Maria La Torra Billed as "Maria" in GTA III manual.                                        | M | GTA:SA  |
| Curtis McClarin                                                                    | Curtly Removed from game.                                                                  | M | GTA III |
| Peter McKay                                                                        | Dick                                                                                       | M | GTA:VC  |
| Kevin McKidd                                                                       | Jezz Torrent Billed as "Jez Torrent" in GTA:VC manual radio station credits.               | B | GTA:VC  |
| Ed McMann                                                                          | Cliff                                                                                      | R | GTA:LCS |
| Michael Medeiros                                                                   | Darko Brevic                                                                               | M | GTA IV  |
| Fred Melamed                                                                       | Cris Formage                                                                               | R | GTA:SA  |
| Shelley Miller                                                                     | Andee                                                                                      | R | GTA III |
| Shelley Miller                                                                     | Andee                                                                                      | R | GTA:LCS |
| Dorian Missick (en)                                                                | Vic Vance                                                                                  | M | GTA:VCS |
| DJ Mister Cee                                                                      | lui-même                                                                                   | R | GTA IV  |
| Mister Magic                                                                       | lui-même                                                                                   | R | GTA:VC  |
| Sean Modica                                                                        | Callum Crayshaw                                                                            | R | GTA:VC  |
| Chuck Montgomery                                                                   | Nurse Bob                                                                                  | R | GTA:LCS |
| Nick Montgomery                                                                    | Coked-up Reveller                                                                          | M | GTA IV  |
| John Montone                                                                       | Mike Whitely                                                                               | R | GTA IV  |
| Hannah Moon                                                                        | Toshiko Kasen                                                                              | M | GTA:LCS |
| Sara Moon                                                                          | Christy MacIntyre                                                                          | R | GTA:SA  |
| Will Morton                                                                        | Stalker                                                                                    | M | GTA:VC  |
| Russ Mottla                                                                        | Michael Hunt                                                                               | R | GTA III |
| Russ Mottla                                                                        | Michael Hunt                                                                               | R | GTA:LCS |
| Walter Mudu                                                                        | D-ICE                                                                                      | M | GTA III |
| Walter Mudu                                                                        | King Courtney                                                                              | M | GTA III |
| Chris Murney                                                                       | Kenny Crane                                                                                | R | GTA:VCS |
| Chris Murney                                                                       | Host ("New World Order")                                                                   | R | GTA:VCS |
| Charlie Murphy                                                                     | Jizzy B.                                                                                   | M | GTA:SA  |
| Shannon Murphy                                                                     | Weathercaster                                                                              | R | GTA IV  |
| Yuri Naumkin                                                                       | Perestroika MC                                                                             | R | GTA IV  |
| Jeff Norris                                                                        | Sergei                                                                                     | M | GTA IV  |
| Jim Norton                                                                         | Joseph Kaplan                                                                              | M | GTA IV  |
| Jim Norton                                                                         | Chuck                                                                                      | R | GTA IV  |
| Daniel G. O'Brien                                                                  | Jay Hamilton                                                                               | M | GTA IV  |
| Pete O'Connor                                                                      | Michael Keane                                                                              | M | GTA IV  |
| Patrick Olsen                                                                      | Jonathan Freeloader                                                                        | R | GTA:VC  |
| Patrick Olsen                                                                      | Jonathan Freeloader                                                                        | R | GTA:VCS |
| Patrice O'Neal                                                                     | Jeffron James                                                                              | R | GTA IV  |
| Ron Orbach                                                                         | Leon McAffrey                                                                              | M | GTA:LCS |
| Dan Oreskes                                                                        | Brian Forbes                                                                               | M | GTA:VCS |
| Orfeh                                                                              | Millie Perkins                                                                             | M | GTA:SA  |
| Nicole Orth-Pallovincini                                                           | Welfare Woman                                                                              | M | GTA:VCS |
| Liana Pai                                                                          | Asuka                                                                                      | M | GTA III |
| Joe Pantoliano                                                                     | Luigi Goterelli                                                                            | M | GTA III |
| Charlie Parker                                                                     | Elizabeta Torres                                                                           | M | GTA IV  |
| Tony Patellis                                                                      | Jimmy Pegorino                                                                             | M | GTA IV  |
| Pete Pavio                                                                         | Joe "Tuna" DiLeo                                                                           | M | GTA IV  |
| Chris Penn                                                                         | Officer Eddie Pulaski                                                                      | M | GTA:SA  |
| Deroy Peraza                                                                       | Cuban 1                                                                                    | M | GTA:VCS |
| Chelsea Peretti                                                                    | Lori                                                                                       | R | GTA IV  |
| Randy Perlstein                                                                    | Jack Howitzer                                                                              | R | GTA:SA  |
| Blayne Perry                                                                       | Cougar                                                                                     | M | GTA:VC  |
| Bijou Phillips                                                                     | Helena Wankstein                                                                           | M | GTA:SA  |
| Chris Phillips                                                                     | El Burro                                                                                   | M | GTA III |
| Chris Phillips                                                                     | Marty Chonks                                                                               | M | GTA III |
| Hunter Platin                                                                      | Chico                                                                                      | M | GTA III |
| Hunter Platin                                                                      | Curly Bob                                                                                  | M | GTA III |
| Hunter Platin                                                                      | Phil the One-Armed Bandit                                                                  | M | GTA III |
| Hunter Platin                                                                      | Psycho                                                                                     | M | GTA:VC  |
| Hunter Platin                                                                      | Ran Fa Li                                                                                  | M | GTA:SA  |
| Iggy Pop                                                                           | lui-même                                                                                   | R | GTA IV  |
| Clifton Powell                                                                     | Melvin "Big Smoke" Harris                                                                  | M | GTA:SA  |
| Dennis Predovic                                                                    | Jim Fitzgerald                                                                             | M | GTA IV  |
| DJ Premier                                                                         | lui-même                                                                                   | R | GTA IV  |
| Postell Pringle                                                                    | Playboy X                                                                                  | M | GTA IV  |
| Richard Pruitt                                                                     | Kenny Petrovic                                                                             | M | GTA IV  |
| Jorge Pupo                                                                         | Gonzalez                                                                                   | M | GTA:VC  |
| Bill Andrew Quinn                                                                  | Bryan Wilkinson                                                                            | R | GTA IV  |
| Coolie Ranx                                                                        | Little Jacob                                                                               | M | GTA IV  |
| Michael Rapaport                                                                   | Joey Leone                                                                                 | M | GTA III |
| Gordana Rashovich                                                                  | Jane Hopper                                                                                | M | GTA:LCS |
| Bill Ratner                                                                        | Announcer ("The Men's Room with Bas and Jeremy")                                           | R | GTA IV  |
| Bill Ratner                                                                        | Announcer ("Republican Space Rangers")                                                     | R | GTA IV  |
| Bill Ratner                                                                        | Announcer ("Live from Split Sides")                                                        | R | GTA IV  |
| Shelagh Ratner                                                                     | Bryony Craddock                                                                            | R | GTA:VCS |
| Amy Razviwomg                                                                      | Thai Prostitute                                                                            | M | GTA IV  |
| Ron Reeve                                                                          | General                                                                                    | R | GTA:SA  |
| Justin Reinsilber                                                                  | Brian Meech                                                                                | M | GTA IV  |
| Burt Reynolds                                                                      | Avery Carrington                                                                           | M | GTA:VC  |
| Kurt Rhoads                                                                        | The Incredible Kleinman                                                                    | R | GTA IV  |
| Devin Richards                                                                     | Dwayne Forge                                                                               | M | GTA IV  |
| Armando Riesco (en)                                                                | Supplier                                                                                   | M | GTA:VC  |
| Armando Riesco (en)                                                                | Officer Hernandez                                                                          | M | GTA:SA  |
| Elan Luz Rivera                                                                    | Carmen Ortiz                                                                               | M | GTA IV  |
| Chelsey Rives                                                                      | Louise Cassidy-Williams                                                                    | M | GTA:VCS |
| Karel Roden                                                                        | Mikhail Faustin                                                                            | M | GTA IV  |
| Frank Rodriguez                                                                    | Hector Hernandez                                                                           | R | GTA:VCS |
| Philip Anthony Rodriguez Credited as "Phillip Anthony Rodriguez" in GTA:VC manual. | Maurice Chavez                                                                             | R | GTA:VC  |
| Philip Anthony Rodriguez Credited as "Phillip Anthony Rodriguez" in GTA:VC manual. | Maurice Chavez                                                                             | R | GTA:VCS |
| W. Axl Rose                                                                        | Tommy "the Nightmare" Smith                                                                | R | GTA:SA  |
| Barbara Rosenblatt Credited as "Barbara Rosenblat" in GTA:VCS manual.              | Reni Wassulmaier                                                                           | R | GTA:LCS |
| Barbara Rosenblatt Credited as "Barbara Rosenblat" in GTA:VCS manual.              | Reni Wassulmaier                                                                           | M | GTA:VCS |
| Modi Rosenfeld                                                                     | Isaac Roth                                                                                 | M | GTA IV  |
| Ed Rubeo                                                                           | Mori Green                                                                                 | M | GTA IV  |
| Bujan Rugova                                                                       | Albanian                                                                                   | M | GTA IV  |
| Ruslana                                                                            | propre rôle                                                                                | R | GTA IV  |
| Bas Rutten                                                                         | lui-même                                                                                   | R | GTA IV  |
| Shaun Ryder                                                                        | Maccer                                                                                     | M | GTA:SA  |
| Amy Sacco                                                                          | Larissa Slalom                                                                             | R | GTA IV  |
| Brian Sack                                                                         | Mike Riley                                                                                 | R | GTA IV  |
| Noelle Sadler                                                                      | Bettina                                                                                    | M | GTA:SA  |
| Renaud Sebbane                                                                     | Barry Stark                                                                                | R | GTA:VC  |
| Seeborn                                                                            | Real Badman                                                                                | M | GTA IV  |
| Bob Sevra                                                                          | Marvin Trill                                                                               | R | GTA:SA  |
| Robert "Robbie" Shakespeare                                                        | Johnny Lawton                                                                              | R | GTA:SA  |
| Mike Shapiro                                                                       | Richard Goblin                                                                             | R | GTA:LCS |
| Rick Shapiro                                                                       | Mason Waylon                                                                               | R | GTA IV  |
| David Shaw                                                                         | Pathos                                                                                     | M | GTA IV  |
| Kerry Shaw                                                                         | Brucie Girl                                                                                | M | GTA IV  |
| Jodie Shawback                                                                     | Sage                                                                                       | R | GTA:SA  |
| Keenan Shimizu                                                                     | Kazuki Kasen                                                                               | M | GTA:LCS |
| Casey Siemaszko                                                                    | Johnny Sindacco                                                                            | M | GTA:SA  |
| Maureen Silliman                                                                   | Jan Brown                                                                                  | R | GTA:VC  |
| Peter Silvestro                                                                    | Jeremy Robard                                                                              | R | GTA:VC  |
| Heather Alicia Simms                                                               | Denise Robinson                                                                            | M | GTA:SA  |
| Joaquin Simo                                                                       | Cuban 3                                                                                    | M | GTA:VCS |
| Greg Sims                                                                          | Cam Jones                                                                                  | M | GTA:VC  |
| Gammy Singer                                                                       | Estell Graham                                                                              | R | GTA IV  |
| Tom Sizemore                                                                       | Sonny Forelli                                                                              | M | GTA:VC  |
| Ptolemy Slocum                                                                     | Steve                                                                                      | R | GTA:LCS |
| Christine Sockol                                                                   | Jenny Acorn                                                                                | R | GTA IV  |
| Felix Solis                                                                        | Jerry Martinez                                                                             | M | GTA:VCS |
| PJ Sosko                                                                           | Gerry McReary                                                                              | M | GTA IV  |
| Samantha Soule                                                                     | Alexandra "Alex" Chilton                                                                   | M | GTA IV  |
| Timothy Spall                                                                      | Barry Mickelthwaite                                                                        | M | GTA:VCS |
| Jessica Spencer                                                                    | Financial reporter                                                                         | R | GTA IV  |
| Jeff Steitzer                                                                      | The Chief                                                                                  | R | GTA:VCS |
| Jeff Steitzer                                                                      | Fisherman                                                                                  | R | GTA:VCS |
| Herman Stephens aka Self                                                           | Horace "the Pacifist" Walsh                                                                | R | GTA III |
| Steve Stratton                                                                     | Lionel Makepeace                                                                           | R | GTA:VCS |
| Henry Strozier                                                                     | John Hunter                                                                                | R | GTA IV  |
| Jason Sudeikis                                                                     | Richard Bastion                                                                            | R | GTA IV  |
| Melody Sweets                                                                      | Miss Bluesy St. John                                                                       | R | GTA IV  |
| Tom Tammi                                                                          | Bobby Jefferson                                                                            | M | GTA IV  |
| Chris Tardio                                                                       | Mickey Hamfists                                                                            | M | GTA:LCS |
| Lawrence Taylor                                                                    | BJ Smith                                                                                   | B | GTA:VC  |
| Sandor Telcsy                                                                      | Andrei                                                                                     | M | GTA IV  |
| Philip Michael Thomas Credited as "Phillip Michael Thomas" in GTA:VCS manual.      | Lance Vance                                                                                | M | GTA:VC  |
| Philip Michael Thomas Credited as "Phillip Michael Thomas" in GTA:VCS manual.      | Lance Vance                                                                                | M | GTA:VCS |
| Danny Trejo                                                                        | Umberto Robina                                                                             | M | GTA:VC  |
| Danny Trejo                                                                        | Umberto Robina                                                                             | M | GTA:VCS |
| Cathy Trien                                                                        | Mary-Jo Cassidy                                                                            | M | GTA:VCS |
| Ruben Trujillo                                                                     | Diego Mendez                                                                               | M | GTA:VCS |
| Sam Tsoutsouvas                                                                    | James Pedeaston                                                                            | R | GTA:SA  |
| Bryan Tucker                                                                       | Ryan McFallon                                                                              | R | GTA IV  |
| Charles Tucker                                                                     | Hilary                                                                                     | M | GTA:VC  |
| Michael Urichek                                                                    | Bill                                                                                       | R | GTA:LCS |
| Al Vanik                                                                           | CNT Network voice                                                                          | R | GTA IV  |
| Oliver Vaquer                                                                      | Boy Sanchez                                                                                | R | GTA:LCS |
| Yul Vazquez                                                                        | Armando Mendez                                                                             | M | GTA:VCS |
| Victor Verhaeghe                                                                   | Eddie Low                                                                                  | M | GTA IV  |
| Frank Vincent                                                                      | Salvatore Leone                                                                            | M | GTA III |
| Frank Vincent                                                                      | Salvatore Leone                                                                            | M | GTA:SA  |
| Frank Vincent                                                                      | Salvatore Leone                                                                            | M | GTA:LCS |
| Melinda Wade                                                                       | Forbes Waverly III                                                                         | R | GTA:VCS |
| Melinda Wade                                                                       | Jayne Labrador                                                                             | R | GTA IV  |
| Thomas Waites                                                                      | Priest                                                                                     | M | GTA IV  |
| John Walker                                                                        | Mechanic/Henchman                                                                          | M | GTA IV  |
| Sharon Washington                                                                  | Lianne Forget                                                                              | R | GTA:SA  |
| Sharon Washington                                                                  | Radio Newscaster                                                                           | M | GTA:LCS |
| Rob Webb                                                                           | Malcolm Fitzherbert                                                                        | R | GTA IV  |
| Leyna Weber                                                                        | Amy Sheckenhausen                                                                          | R | GTA:VC  |
| Fez Whatley                                                                        | Marcel LeMeau                                                                              | R | GTA IV  |
| Wil Wheaton                                                                        | Richard Burns                                                                              | R | GTA:SA  |
| Wil Wheaton                                                                        | Alien                                                                                      | R | GTA IV  |
| Katt Williams                                                                      | lui-même                                                                                   | R | GTA IV  |
| Matt Williams                                                                      | Dusty Cowpoke                                                                              | R | GTA IV  |
| Greg Wilson                                                                        | JD O'Toole                                                                                 | M | GTA:LCS |
| James Woods                                                                        | Mike Toreno                                                                                | M | GTA:SA  |
| Michael Leon Wooley                                                                | Judge                                                                                      | R | GTA IV  |
| James Yaegashi                                                                     | Woozie                                                                                     | M | GTA:SA  |
| James Yaegashi                                                                     | Charlie                                                                                    | M | GTA IV  |
| Deborah Yates                                                                      | Sara                                                                                       | M | GTA IV  |
| Yo-Yo                                                                              | Kendl Johnson                                                                              | M | GTA:SA  |
| Gary Yudman                                                                        | Jimmy Silverman                                                                            | M | GTA:SA  |
| Jason Zumwalt                                                                      | Roman Bellic                                                                               | M | GTA IV  |
| John Zurhellen                                                                     | Jethro                                                                                     | M | GTA:VC  |
| John Zurhellen                                                                     | Jethro                                                                                     | M | GTA:SA  |
| John Zurhellen                                                                     | Jeremy St. Ives                                                                            | R | GTA IV  |
| Ned Luke                                                                           | Michael De Santa                                                                           | M | GTA V   |
| Shawn Fonteno                                                                      | Franklin Clinton                                                                           | M | GTA V   |
| Steven Ogg                                                                         | Trevor Philips                                                                             | M | GTA V   |